# Костел Непорочного Зачаття Пресвятої Діви Марії (Катовиці)
Костел Непорочного Зачаття Пресвятої Діви Марії в Катовицях, також відомий як Маріацький костел — римо-католицький храм у Катовицях, розташований біля площі E. Шрамка в Центральноміському районі, і замикає східний вихід Маріацької вулиці.
Це найстаріший із збережених католицьких костелів у центрі міста, побудований у неоготичному стилі за проектом Алексіса Лангера на плані латинського хреста з тесаних плит у 1862—1870 роках. Занесений до реєстру Обєктів культурної спадщини Польщі. Храм є парафіяльною церквою парафії Непорочного Зачаття Пресвятої Діви Марії.

## Історія

### Початок і будівництво храму

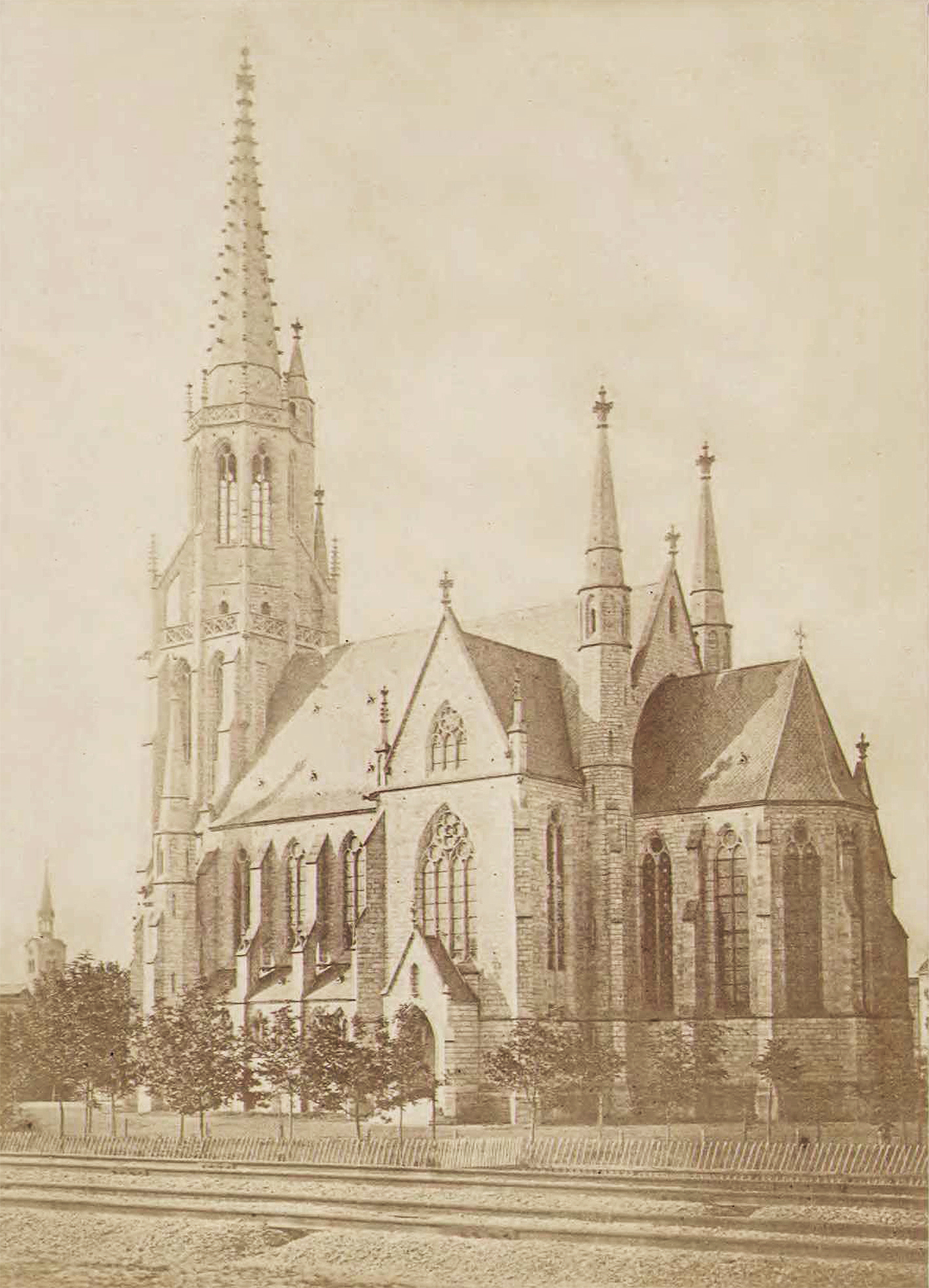
Костел Св. Марії на фото близько 1872 р.; вигляд з пд.-сх

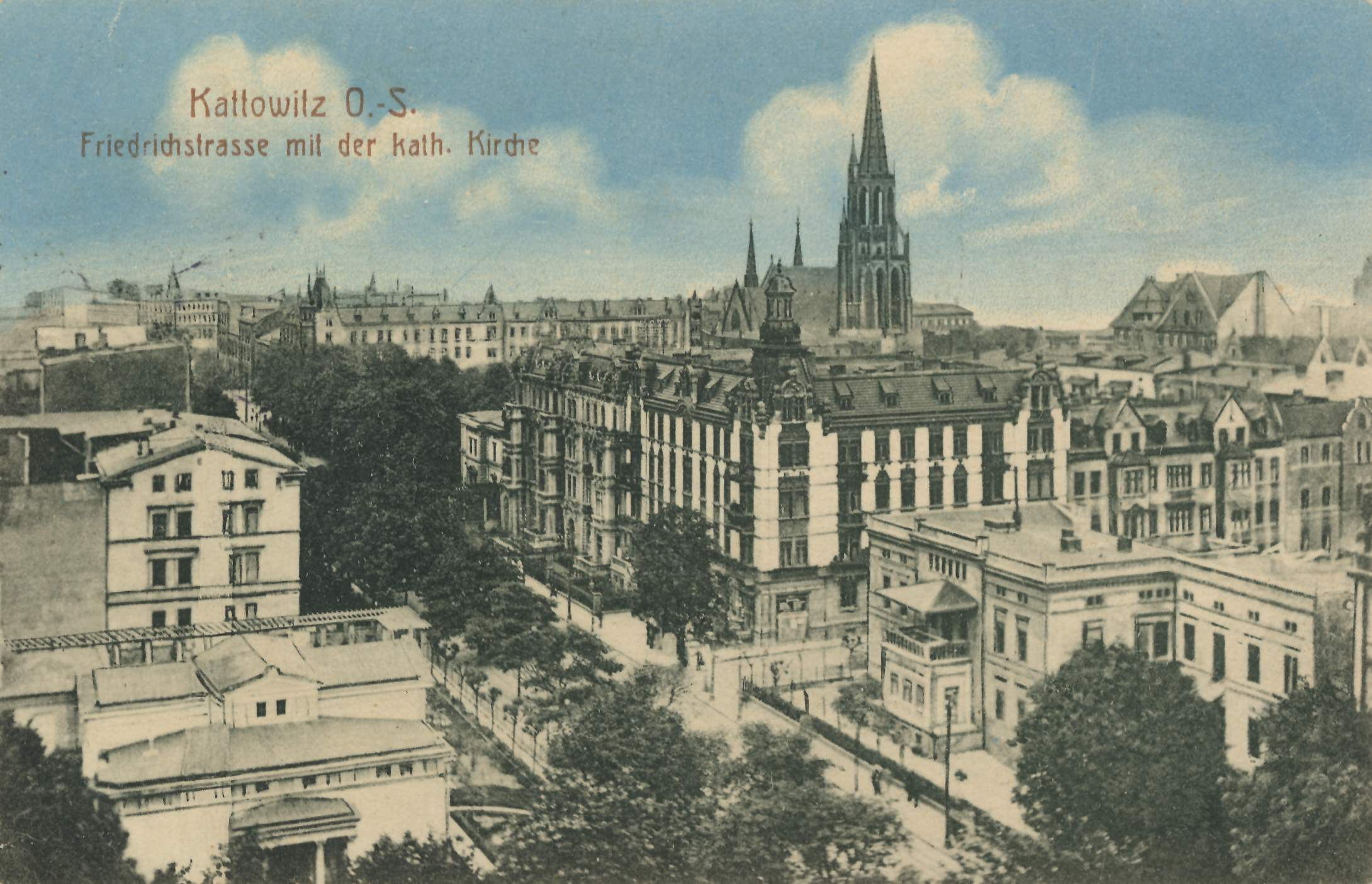
Фрагмент східної частини сучасного центру міста Катовиці з вулицею Варшавською на передньому плані 1913 р.; на задньому плані видно верхню частину костелу Св. Марії

Костел Святої Марії є найстарішим збереженим католицьким храмом у центрі міста Катовиці і водночас найстарішим мурованим костелом Катовиць.
Плани заснування католицької парафії в Катовицях сягають середини 19 століття, коли Верхня Сілезія переживала індустріалізацію, а разом з нею — швидке зростання населення регіону. Водночас придбання нерухомості Катовиць промисловцем Францем Вінклером сприяло тому, що місцевість швидко набула міського характеру. Місцеві католики повинні були відвідувати дерев'яну церкву в Богучицях у той час.
У 1858 році катовицькі католики почали переговори про перенесення дерев'яного костелу з Бискупиць до Катовиць. Справа щодо заснування католицької парафії в Катовицях була розпочата в 1860 році, а головним ініціатором її був бухгалтер Тіле-Вінклеров Генріх Кнаппе. Йому вдалося отримати згоду вроцлавського єпископа Генріха Фьорстера на відокремлення Катовиць та Бринова від Богучицької парафії.
За короткий час від вірних було зібрано майже 2,5 мільйона тисячі талярів і споруджено тимчасовий фахверковий храм, накритий двосхилим дахом, який було освячено 11 листопада 1860 року. Тимчасову будівлю спорудив на північний захід від пізнішої площі Вольності майстер будівництва Юлій Гаазе. Новим храмом керував священик з міста Тарновські Гури Теодор Кремський.
Рішення про будівництво більшої церкви прийняв тодішній єпископ Вроцлава Генріх Фьорстер, який навесні 1861 року під час візиту каноніка в Рацібожі призначив архітектором Алексіса Лангера. Підрядником був призначений Юліус Гаазе, а будівельними роботами керував Генріх Моріц Август Ноттебогм, який у 1861 році видав висновок щодо поданого йому на затвердження проекту костелу.
З самого початку планувалося, що монументальний католицький храм буде зведений навпроти євангелістської костелу, а земельну ділянку під його будівництво між вулицею Варшавською та залізничною набережною подарували Валеська та Губерт Тіле-Вінклери, власники маєтків Катовиць.
8 січня 1862 року була створена Катовицька курація, а 31 серпня того ж року відбулося урочисте закладення наріжного каменя. Будівельні роботи йшли швидко: у 1864 році стіни храму були підняті на висоту вікон, у 1868 році закінчено облаштування даху, а через рік — склепіння та розпочато роботи з внутрішнього оздоблення.
Місце для будівництва, камінь і вапно пожертвували Тіле-Вінклери. Пісковик видобувався з кар'єру, розташованого на цинковому заводі «Henriette» поблизу Катовиць, у Катовицькій Галді. Будівельні матеріали на будівництво привозили селяни з Катовиць і Бринова, а обробляли на будівництві каменярі під керівництвом Яна Венцеля.
У 1868 році через тривалу хворобу Теодора Кремського новим настоятелем став попередній вікарій Віктор Шмідт, який завершив будівництво храму. Будівництво костелу тривало вісім років і було завершено в листопаді 1870 року. Будівництво храму частково фінансував єпископ Вроцлава Генріх Фьорстер, а решта грошей надходила переважно з костельного податку, добровільних пожертв жертводавців та позик.

### Освячення костелу та подальша історія

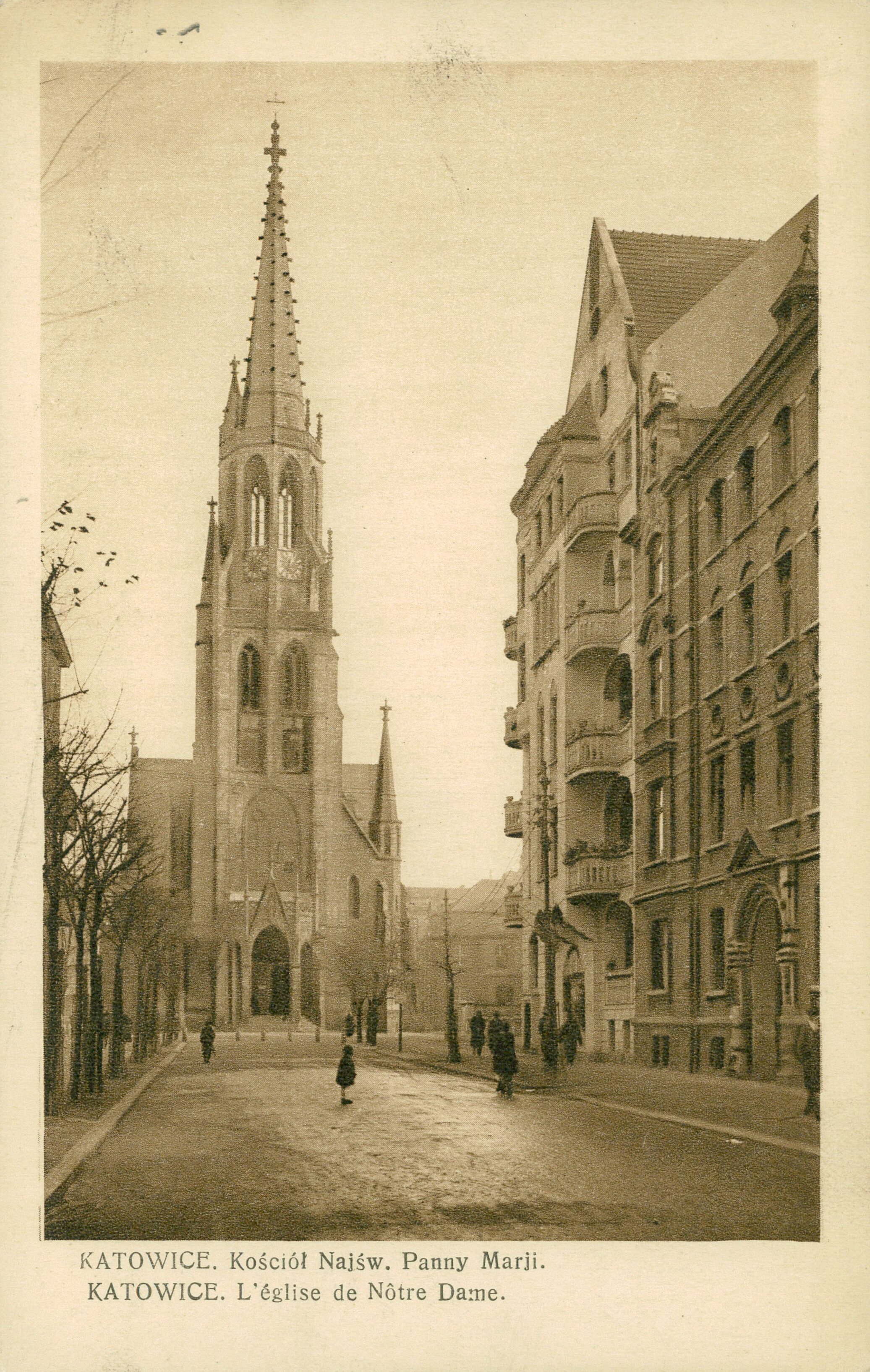
Костел на листівці 1930 р. видання; вигляд із заходу

20 листопада 1870 року костел освятили. Храм освятив єпископ Адріан Влодарський, суфраган Вроцлава. 19 листопада він прибув до Катовиць, де його зустрів Віктор Шмідт з Катовиць, Леопольд Маркефка з Богучиць, священик Антоній Стабік з Міхалковиць та представники гміни. Днем пізніше єпископ Адріан Влодарський пішов до храму, щоб здійснити освячення, а мешканці Катовиць вирушили процесією від тимчасової церкви до новозбудованого храму.
Після освячення костелу Св. Марії старий костел придбав засновник старокатолицької парафії Павло Камінський, а 1874 р. його перенесли на вулицю Сокольську. Окрема парафія при церкві Пресвятої Богородиці була створена 14 червня 1873 року, а її першим парохом був прелат Віктор Шмідт. Він охоплювало всю територію тодішніх Катовиць, а також сусідню гміну Бринув.

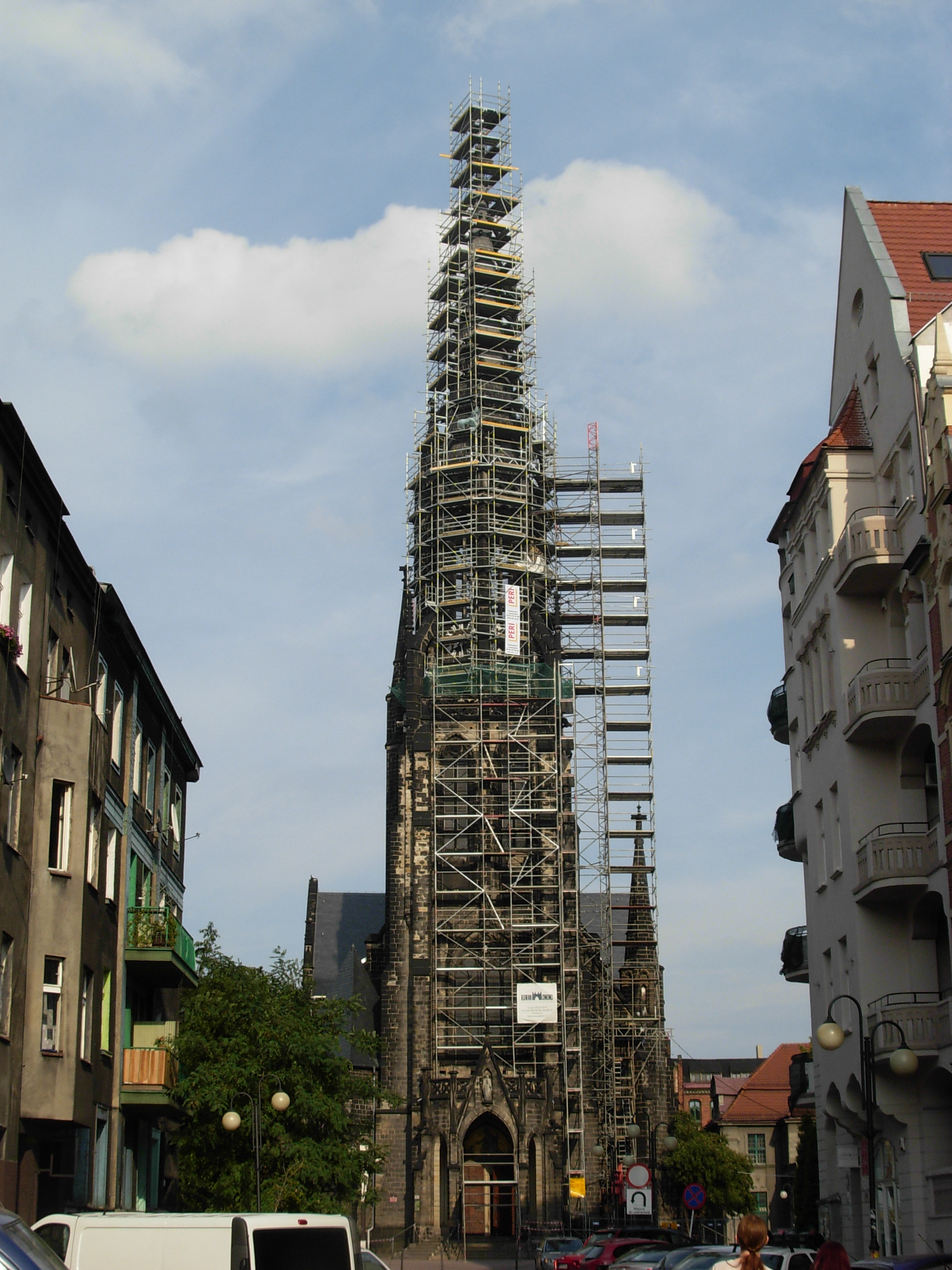
Костел Пресвятої Богородиці під час ремонту в серпні 2007 року

Внутрішнє оформлення церкви протягом багатьох років зазнавало численних змін, як в оздобленні, так і в настінних розписах. У 1868 році Карла Фолькмана з Глівіце попросили підготувати проект органу для костелу. Був побудований в 1871 році. Роком раніше, навесні 1870 року, були освячені перші церковні дзвони, які були реквізовані прусською владою для військових потреб під час Першої світової війни.
Особливо значну ініціативу у справі облаштування костелу св. Марії проявив Еміль Шрамек, який у 1926 році став парохом св. Марії. У 1928—1930 роках він оздобив костел шістьма великими полотнами на марійну тематику авторства Юзефа Унєжиського.
У 1969 році в церкві було збудовано новий орган, який замінив попередній інструмент. Під час служіння о. Дам'ян Зімон як парох парафії Св. Марії у 1975—1985 роках вніс великі зміни в інтер'єр костелу. Потім його було адаптовано до післясоборних змін, зокрема: повністю змінивши зовнішній вигляд пресвітерію. У 1977 році тут повісили нову картину Непорочної Матері Божої роботи Вітольда Палки і першу Святу Месу відслужили на новому мармуровому вівтарі у Великий четвер 1978 року. Через рік були встановлені травертинові амвони та новий табернакль. У 1980 році у пресвітерії з'явився великий хрест із фігурами Богоматері та Івана Хрестителя, а в 1983 році постать св. Максиміліана Марія Кольбе.
2 лютого 1982 року Маріацький костел занесено до реєстру пам'яток Польщі.
Костел Святої Марії, який роками зазнавав негативного впливу гірничодобувної експлуатації та забруднення повітря, у перші двадцять років ХХІ століття зазнавав ґрунтовної реконструкції. Перше рішення було про консервацію вітражів Адама Бунша, яке було проведено в 2001 році. У 2006 році була проведена модернізація даху — знято азбестове покриття та замінено на натуральний кам'яний шифер, імпортований з Іспанії. У 2007—2010 роках було очищено фасад церкви, замінено найбільш пошкоджені елементи та реконструйовано багато архітектурних деталей. У 2016—2017 роках проведено ремонт інтер'єру храму.

## Архітектура

### Зовнішня архітектура

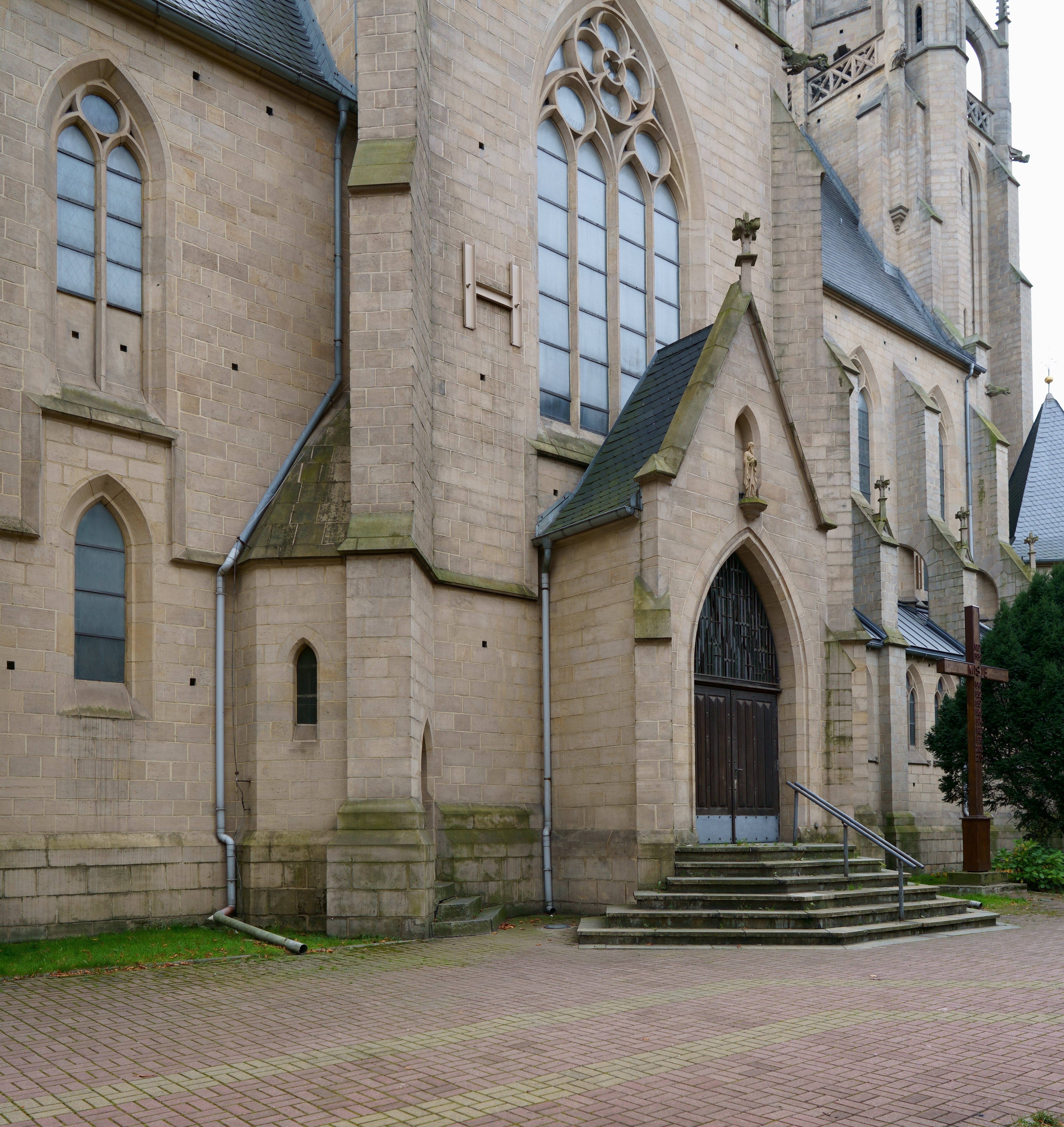
Північний трансепт костелу (2022)

Церква Непорочного Зачаття Пресвятої Діви Марії була побудована в неоготичному стилі з впливом Рейнської школи за проектом Алексіса Лангера і є найбільш монументальним храмом, спроектованим ним у Верхній Сілезії, тоді як, за словами Лукаша Конажевського, костел був побудований в стилі ранньої фази французької готики, про що свідчать: цільної форми контрфорсів, тип використовуваної деталі (переважно віконний орнамент), а також спосіб обробки зовнішніх стін.
Це цегляна споруда, облицьована пісковиком, має контрфорсну конструкцію з поодинокими арками, що нависають над дахами бічних нав. Вона була побудована у плані латинського хреста. Має три нави з трансептом, тристоронню закриту вівтарню, прямокутну захристію між вівтарем і північним рукавом трансепту та квадратну каплицю на північно-західній стороні костелу. У місці з'єднання трансепту і пресвітерію є дві башточки. Довжина храму від притвору до пресбітерію становить 43 м.

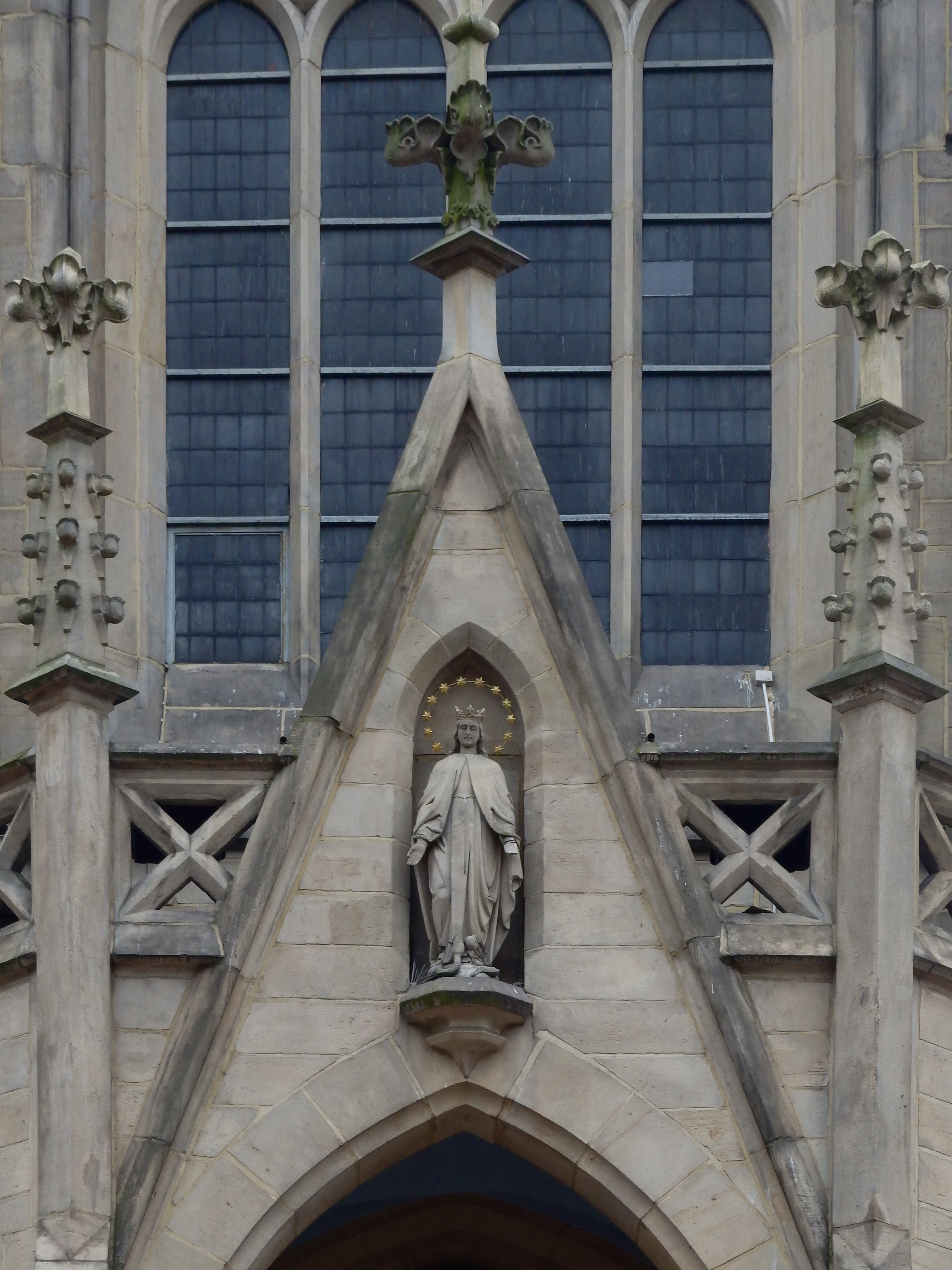
Навершя притвору костелу св. Марії зі скульптурою Марії (2021)

З переднього (західного) боку церква має висоту (71 м) восьмикутна вежа, оформлена в неоготичному стилі, характерному для Алексіса Лангера з впливом Рейнської школи, увінчана пірамідальним кам'яним куполом. Чотиригранна нижня частина вежі увінчана балюстрадою з пінаклями. Над нею розташований восьмикутний верхній фрагмент з видовженими вікнами з обох боків. З боку фасаду під вікнами встановлено два годинники. З кожного кута вежі виходять контрфорси з льотними контрфорсами. Цю частину вежі також увінчує балюстрада з пінаклями. Всю вежу увінчано восьмикутним шпилем із зубцями та хрестом над накінечником у верхній частині.
Корпус костелу, трансепт і ризниця вкриті крутим двосхилим дахом. Бічні нави вкриті скатними дахами, а бічна каплиця з північно-західного боку вкрита чотирисхилим дахом з обламаним схилом назовні. Дах каплиці увінчаний металевим шпилем. Дахи храму вкриті натуральним кам'яним шифером.
Головний дверний отвір зі стовпом між рамами замикався стрільчастою аркою в багато профільованому кам'яному одвірку. У тимпані стрілчастої арки мозаїка із зображенням Ісуса Христа як Доброго Пастиря. Вікна храму включають: у головній наві, бічних приділах і пресбітерії вони багатоярусні, дводільні, укладені в кам'яні рами з простим циркульним узором у стрілчастому арковому завершенні. Над порталом головного входу та в передніх стінах рамен трансепту розміщено чотиригранні стрілчасті арки з візерунковим декором у вигляді двох кіл і мотивом чотирилисника, вписаного в коло над ними.
Інші зовнішні прикраси та прикраси костелу св. Марії включають: скульптуру Марії та святих Петра і Павла. Зустрічаються також зооморфні горгулії (у гирлах ринв) і маски демонів (на фасаді ризниці).

### Дизайн інтер'єру та меблів

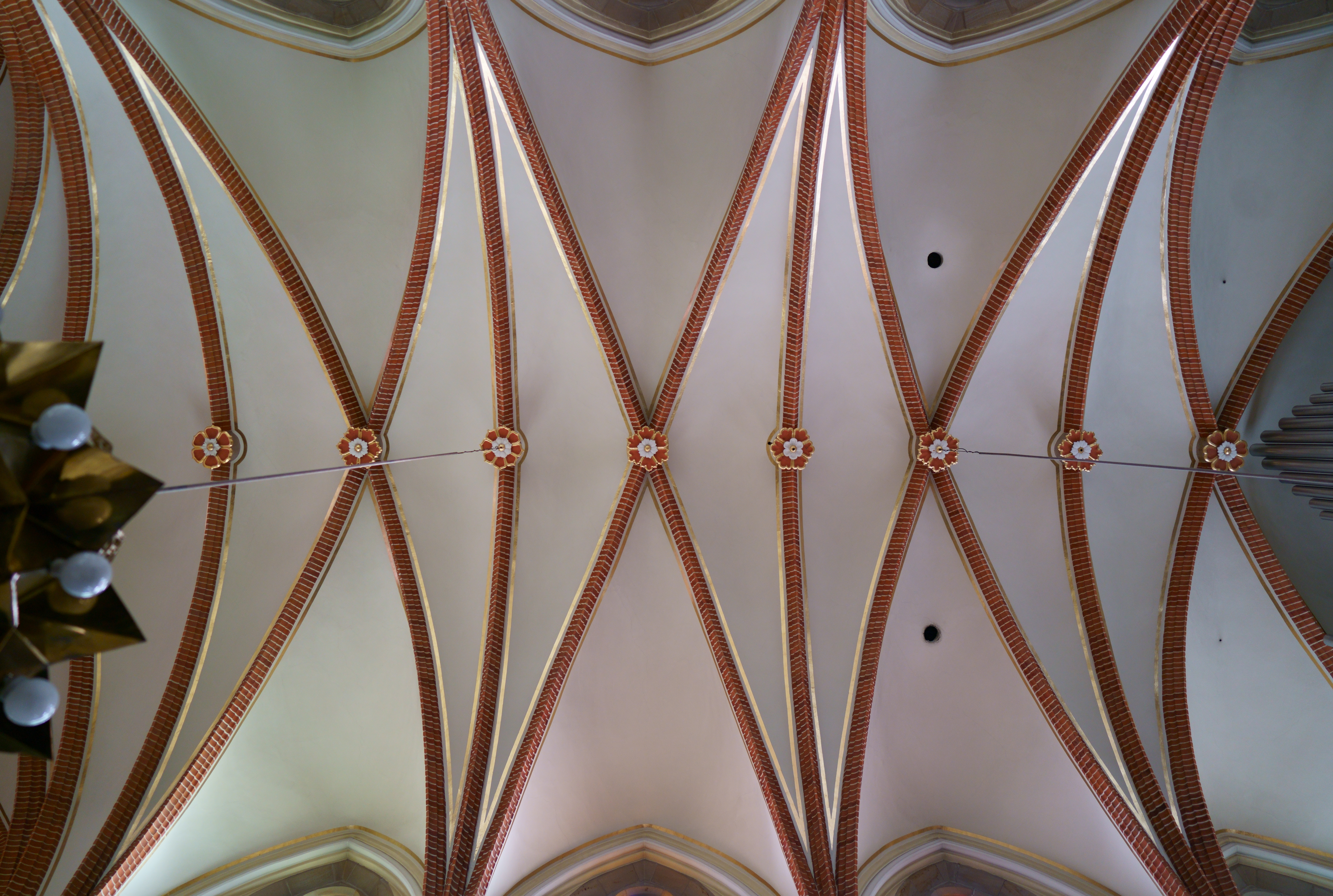
Склепіння головної нави (2022)

Внутрішнє оздоблення костелу Св. Марії складається з чотирибанної нави, перекритої хрестоподібним склепінням, якій передує однопросторовий притвор. Бічні нефи розділені масивними стінами з невеликими проходами на зали і виходять на головну наву стрілчастими аркадами. У західній частині головної нави розміщені хори з органною перспективою. Сам орган з 1969 року виготовила фірма Броніслава Чепки. Рукави трансепта є однобанними, а вівтар, вужчий за головну наву, має фальшпол і доступ до нього веде кілька сходинок. У північній стіні пресбітерію розташовані стрільчасті аркові двері, над якими два стрільчасті аркові отвори. Під декоративними опорами розташовані стовпи.

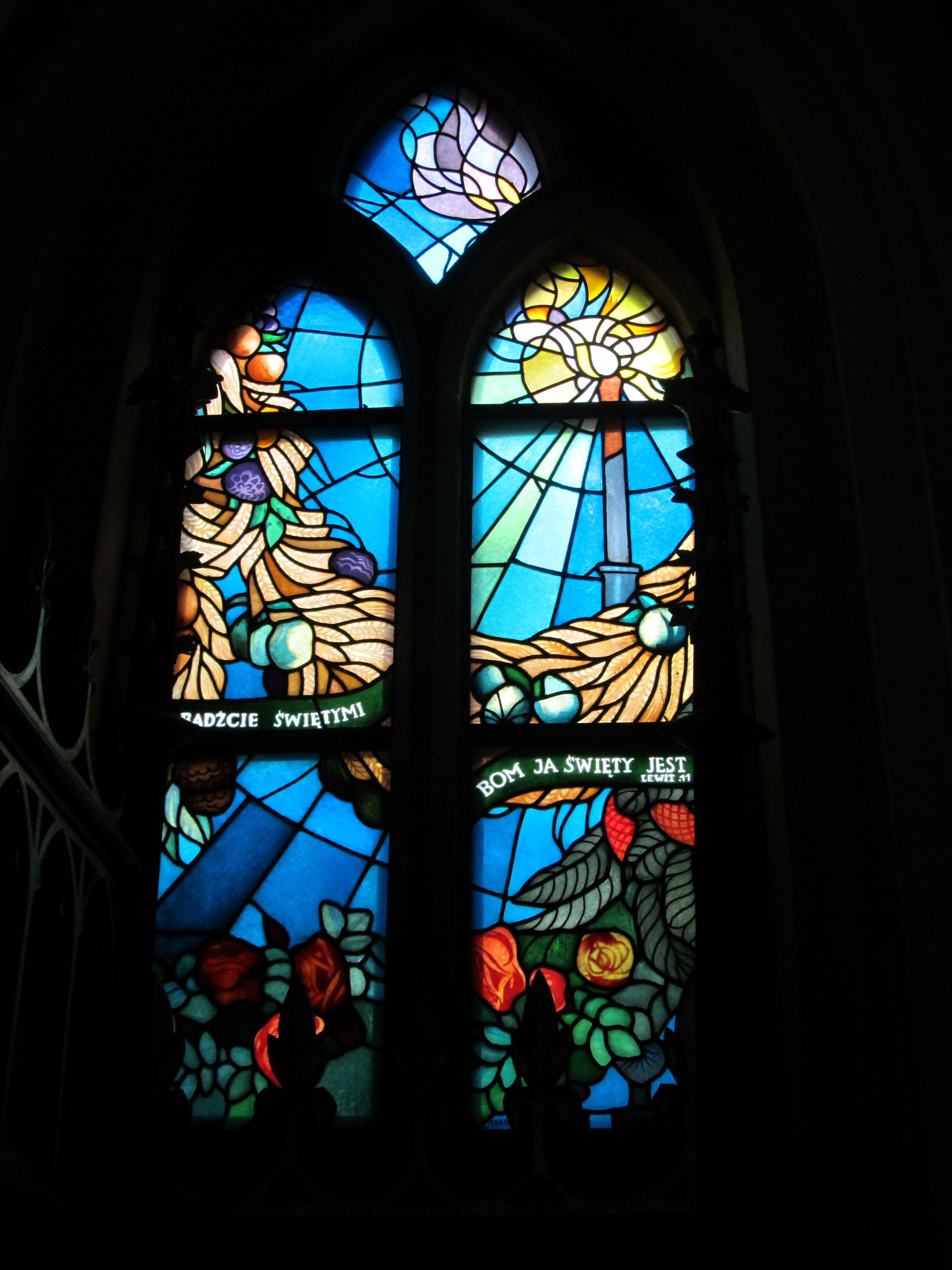
Один із вітражів Адама Бунша

Над оформленням інтер'єру працювало багато художників. Оригінальний головний вівтар не зберігся, збереглася лише картина Непорочного Зачаття, яка знаходиться в парафіяльному будинку. З оригінального внутрішнього оформлення костелу також зберігся цикл вітражів 1885 р., виготовлений фірмою раціборжською Ф. Клієм. Є також вітражі, створені Адамом Буншем, учнем Юзефа Мехоффера, які датуються 1936—1939 роками. Вони представляють: з правого боку головної нави символи християнських чеснот, а з лівого боку символи гріха. Вітражі Адама Бунша характеризуються яскравими кольорами, високими контрастами та простою графікою.
Обабіч головної нави розміщено шість полотен на маріїну тематику роботи Юзефа Унєжиського, зятя Яна Матейка. Вони були створені в 1928—1930 роках. На стіні хору — неоготичні скульптури, що зображують царя Давида та св. Цецилія, а в каплиці Пресвятих Дарів є вівтар і фігура Христа Друга 1937 року роботи Богуслава Лангмана.

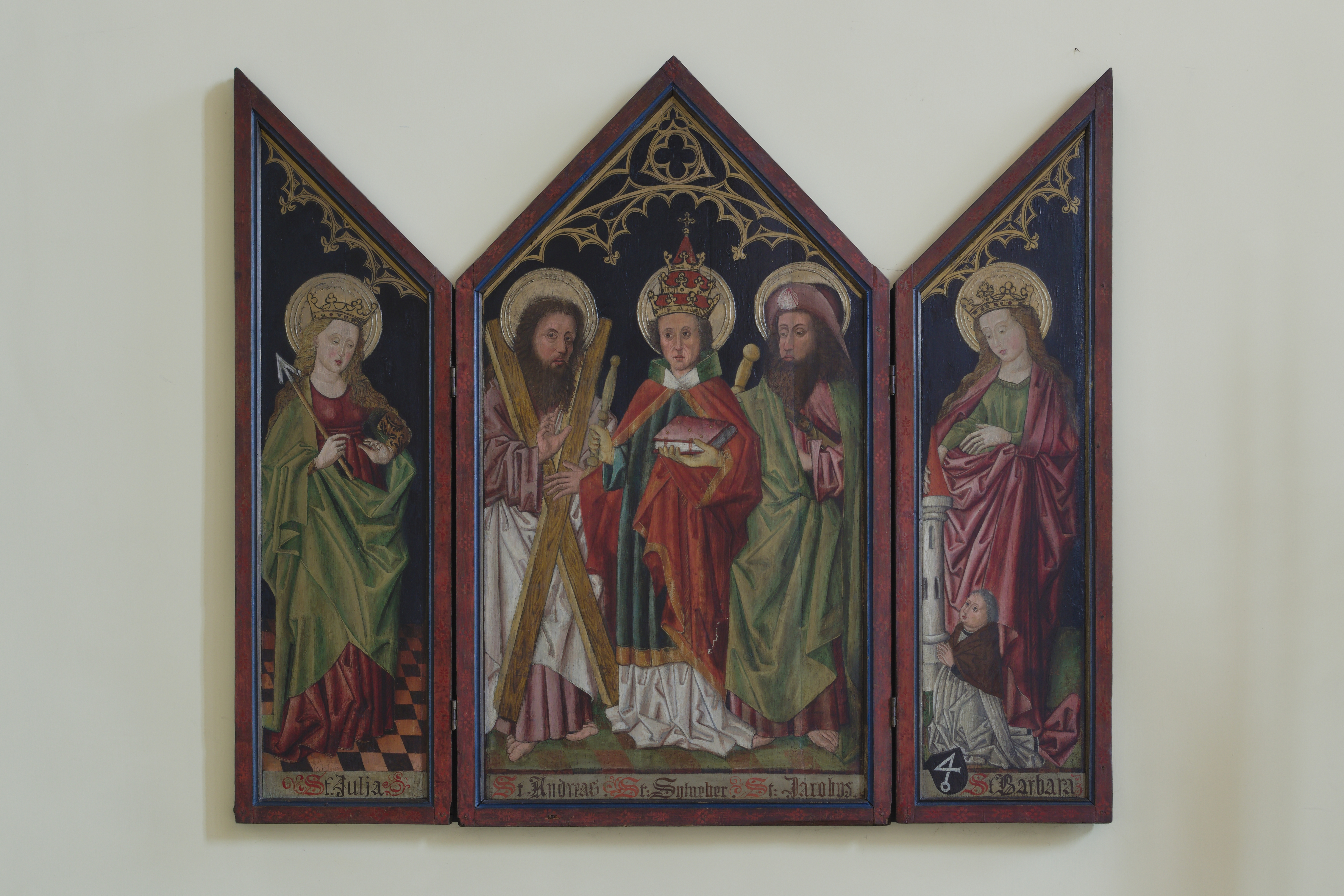
Триптих у трансепті костелу третьої чверті XV ст. (2021)

У трансепті є триптих у конвенції Свята бесіда, ймовірно, датований третьою чвертю 15-го століття, розписаний темперою на дошці та стилістично відноситься до німецького готичного живопису. На ньому зображені постаті святих: Андрія, Сильвестра, Якова, Юлії та Варвари.
Внутрішнє оформлення каплиці Пресвятих Дарів розробила Тереза Міхаловська-Раузер, а разом зі скульптором Генриком Пєхачеком із Водзіслава Шльонського вона виготовила також кам'яну монстранцію. У каплиці також є картина під назвою: Святий Яцек із Сілезьким народом виконана білорусським художником Олександром Григоровичем Паскевичем за ескізом Адама Бунша. На ній видимий серед людей блаженний о. Еміль Шрамек у сілезькому костюмі.
Всередині, ліворуч від входу до костелу, встановлено пам'ятну дошку о. Емілю Шрамеку, якого 13 червня 1999 року Папа Іван Павло ІІ проголосив блаженним. Крім того, у храмі є табличка з латинськими написами на згадку про першого пароха парафії Непорочного Зачаття Пресвятої Діви Марії — о. Віктора Шмідта та дошка на честь пастирів Катовицького костелу 1925—2000 років.
Дзвони в храмі були освячені в 2001 році і вивішені 30 листопада 2007 року. Це: Непорочна Марія (970 кг), бл. Еміль Шрамек (580 кг) і св. Даміан (130 кг). Вони були виготовлені в дзвоноливарній майстерні Фельчинських у Тацишуві.

Інтер'єр костелу св. Марії
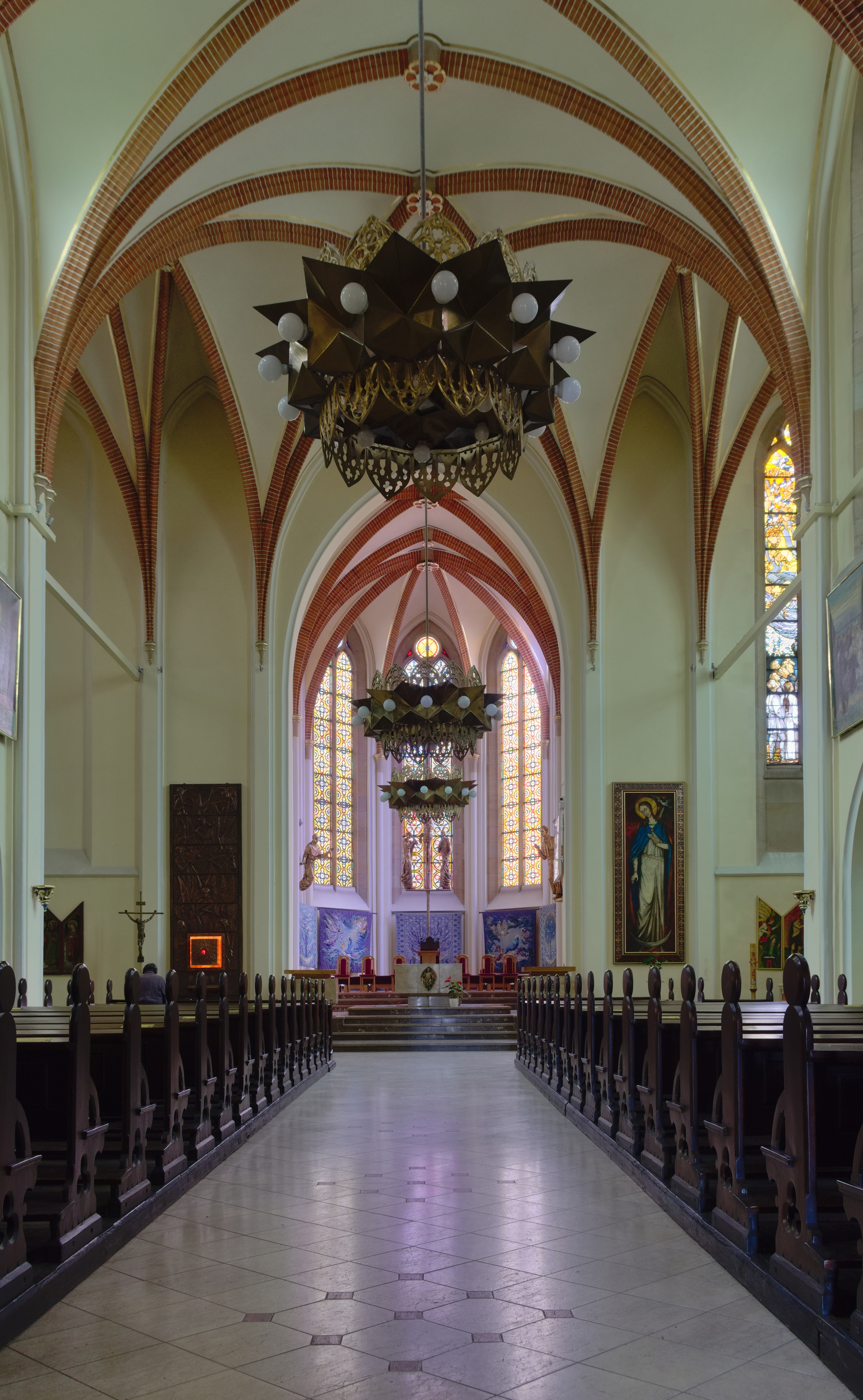
Головна нава костелу
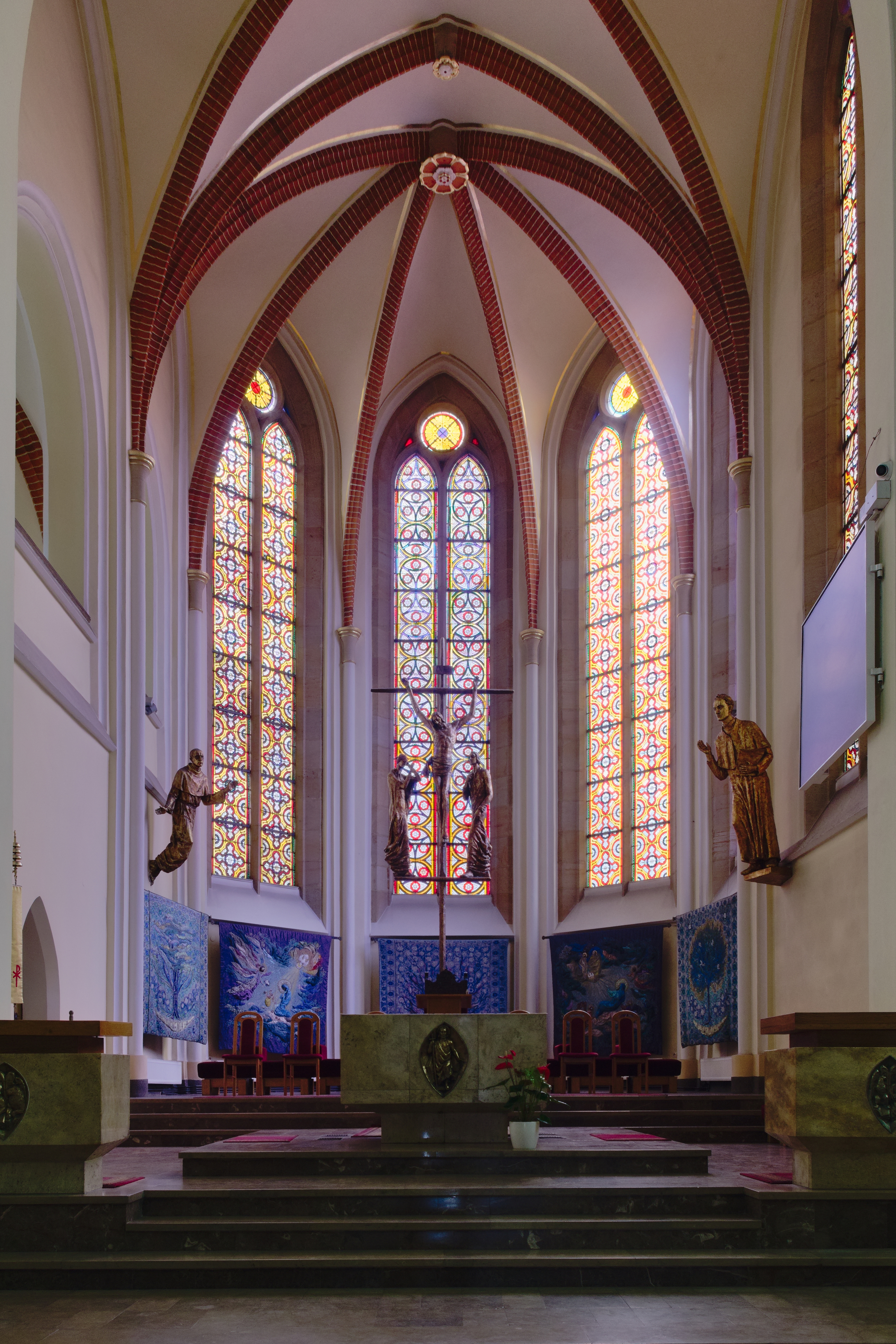
Пресвітерій крупним планом
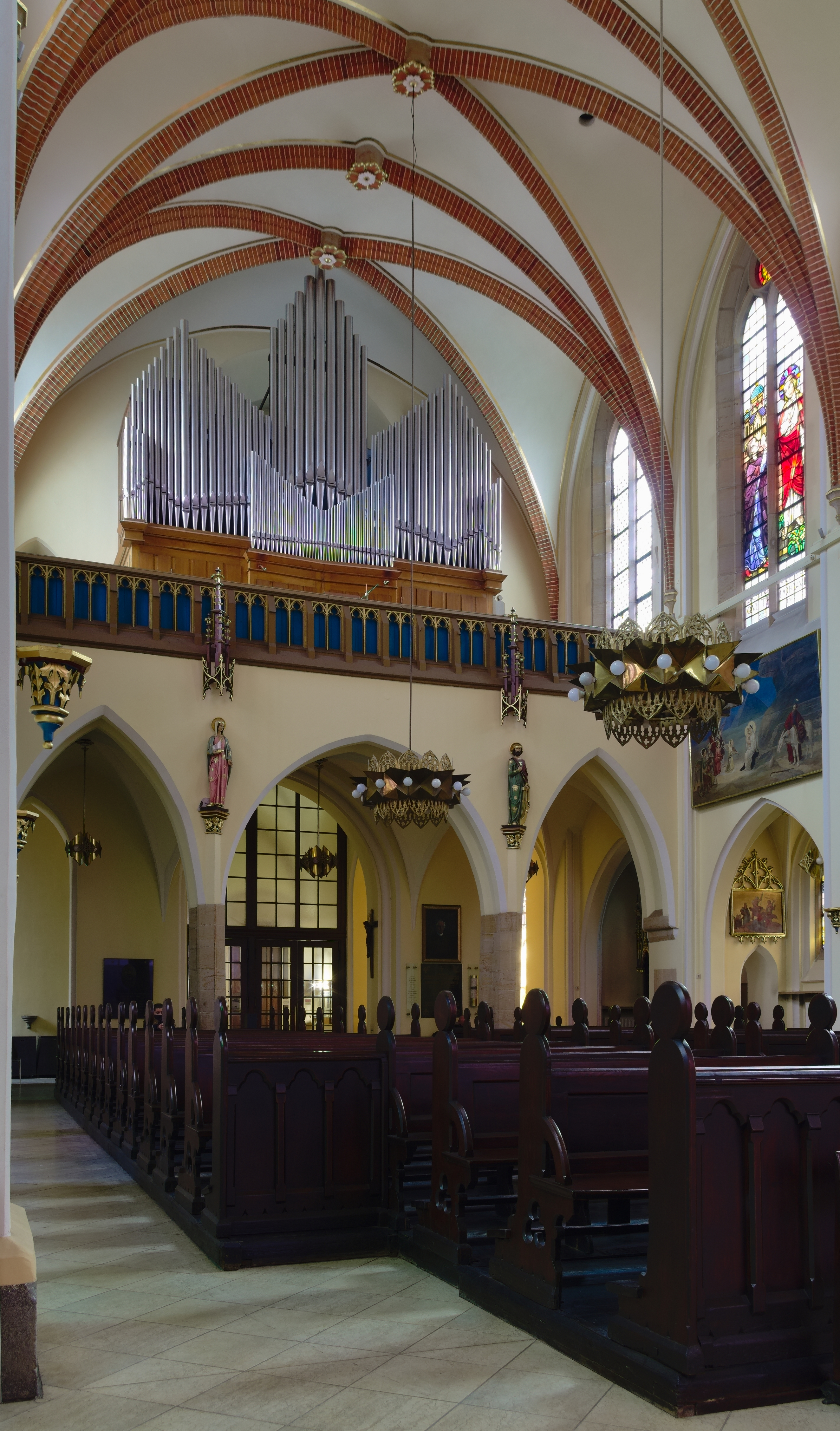
Хор з органною перспективою
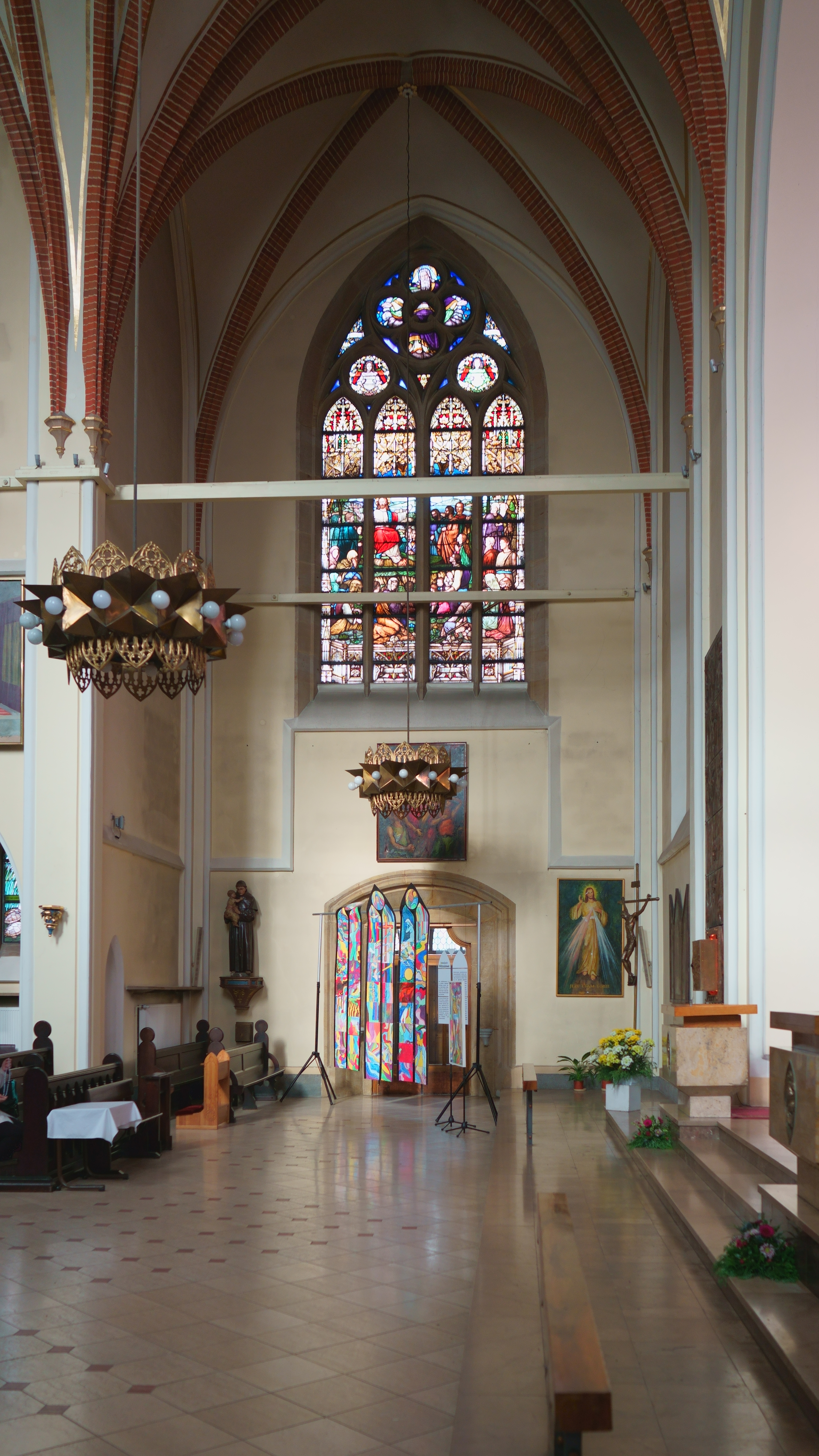
Північний трансепт

## Оточення
Костел Непорочного Зачаття Пресвятої Діви Марії розташований на площі о. E. Шрамка в Катовицях, в Центральноміському районі. Він становить східне замикання перспективи вулиці Маріацької. На південь від костелу залишилися парафіяльні будинки парафії Непорочного Зачаття Пресвятої Діви Марії, а на північ зелена зона заповнює південно-західний кут перехрестя вул. К. Дамрота та Варшавської.
У 1871 році о. Віктор Шмідт переїхав до нового будинку настоятеля, який був розширений у 1920-х роках XX ст. У 1874—1875 рр. було зведено ще один будинок, т. зв. «органіст». 24 червня 1894 року було освячено Огруйську каплицю, яку збудували на майдані біля костелу. У 1914 році т. зв. «спілковий дім», а 20 вересня 1997 року освячено новий парафіяльний будинок.
Каплиця Огруєць, побудована в стилі неоготики, була перетворена на каплицю Голгофи Батьківщини. ЇЇ урочисте освячення відбулося 12 червня 2015 року. Стіни всередині каплиці пофарбовані в синій колір, а підлога вкрита керамічною плиткою. Центральним пунктом каплиці є хрест, який складається з 26 табличок з написами, що називають місця, важливі для історії Польщі. У вікні-розеті над входом до каплиці розміщено вітраж із зображенням о. Еміля Шрамка з написом із датою та місцем його смерті – «13.01.1942 ДАХАУ».

## Галерея

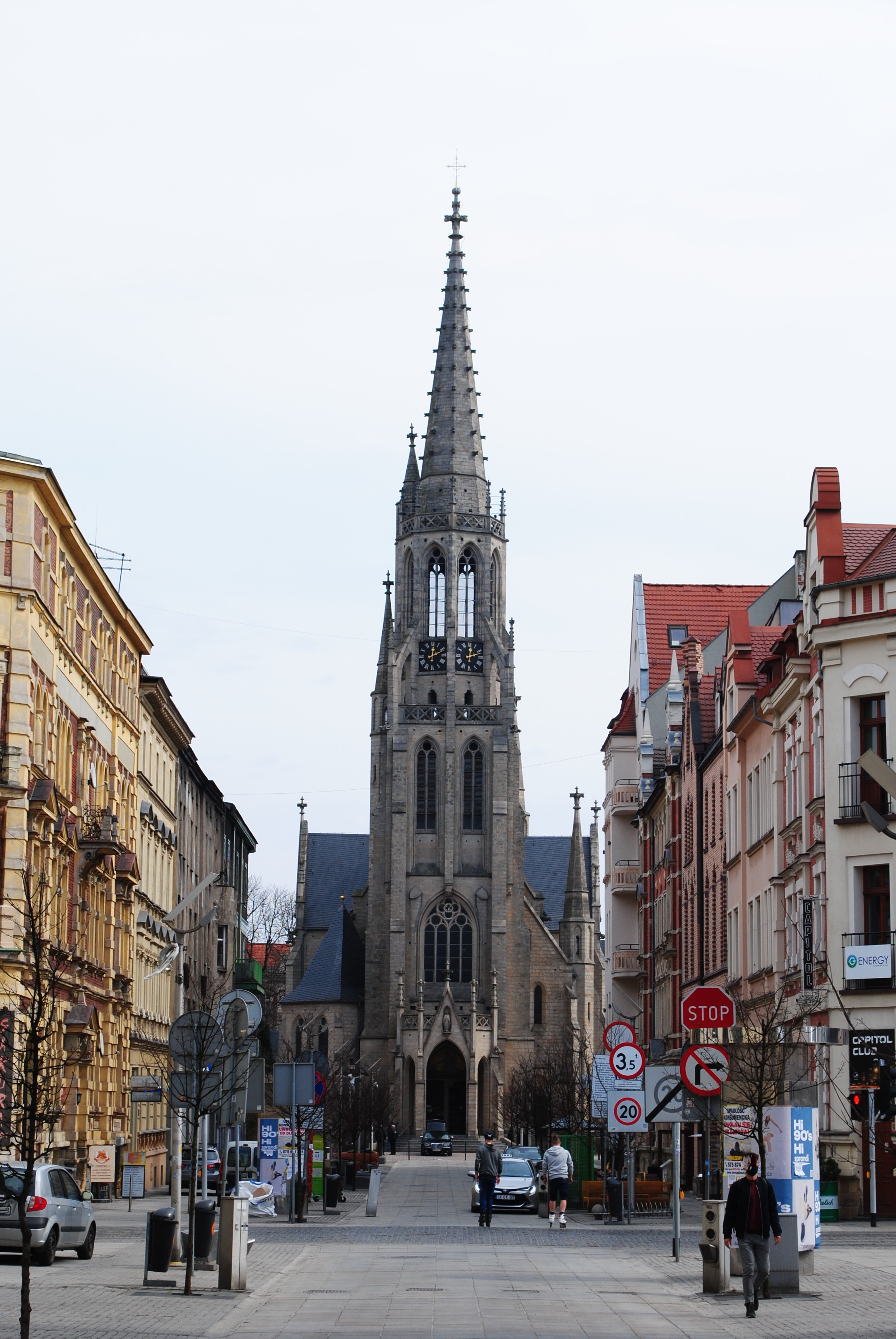
Фрагмент Маріацької вулиці, східну вісь якої замикає костел
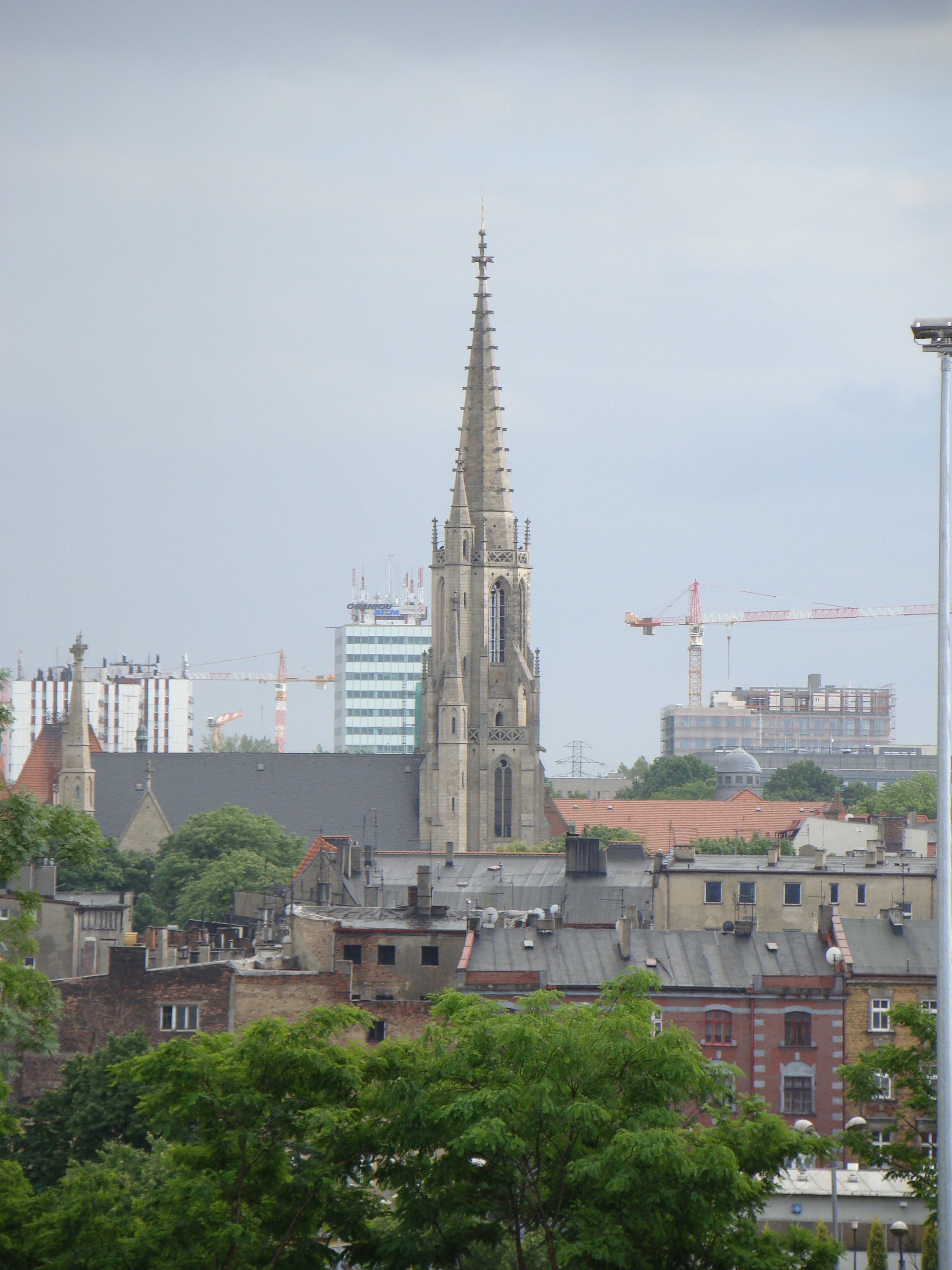
Костел Св. Марії, вид з півночі (2014)
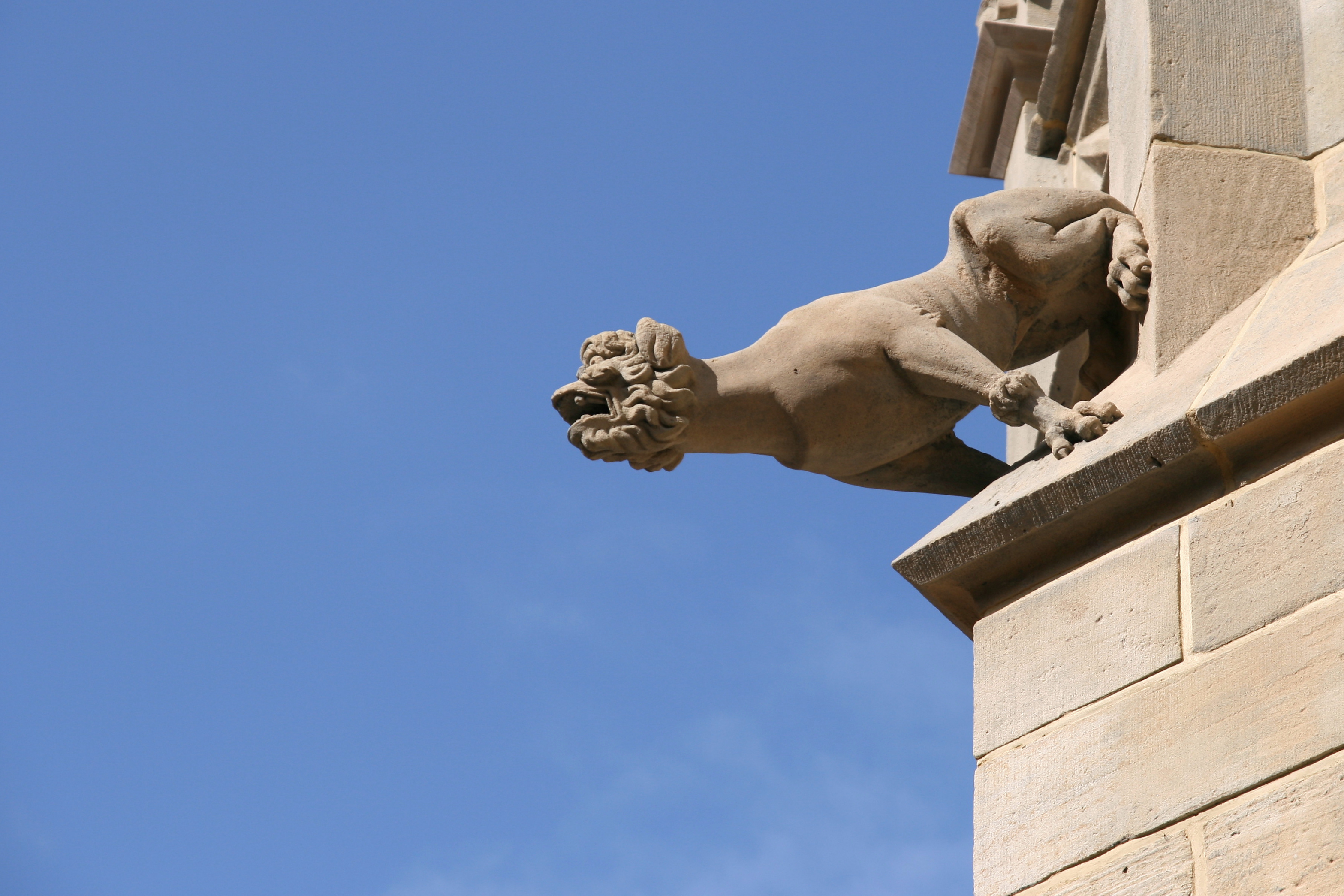
Горгулья в південному кутку ганку (2008)
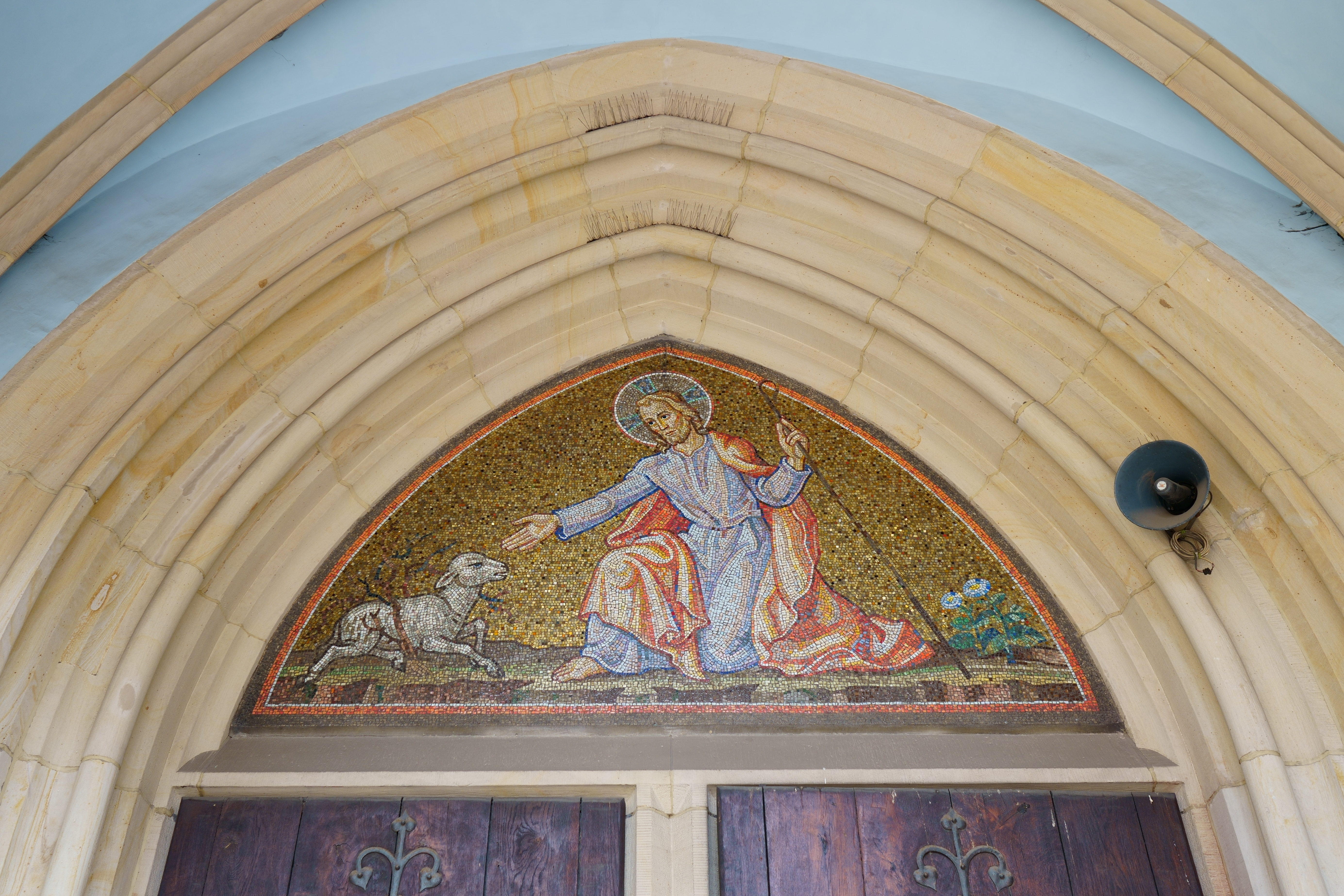
Тимпан з мозаїкою Ісуса Христа Доброго Пастиря (2022)
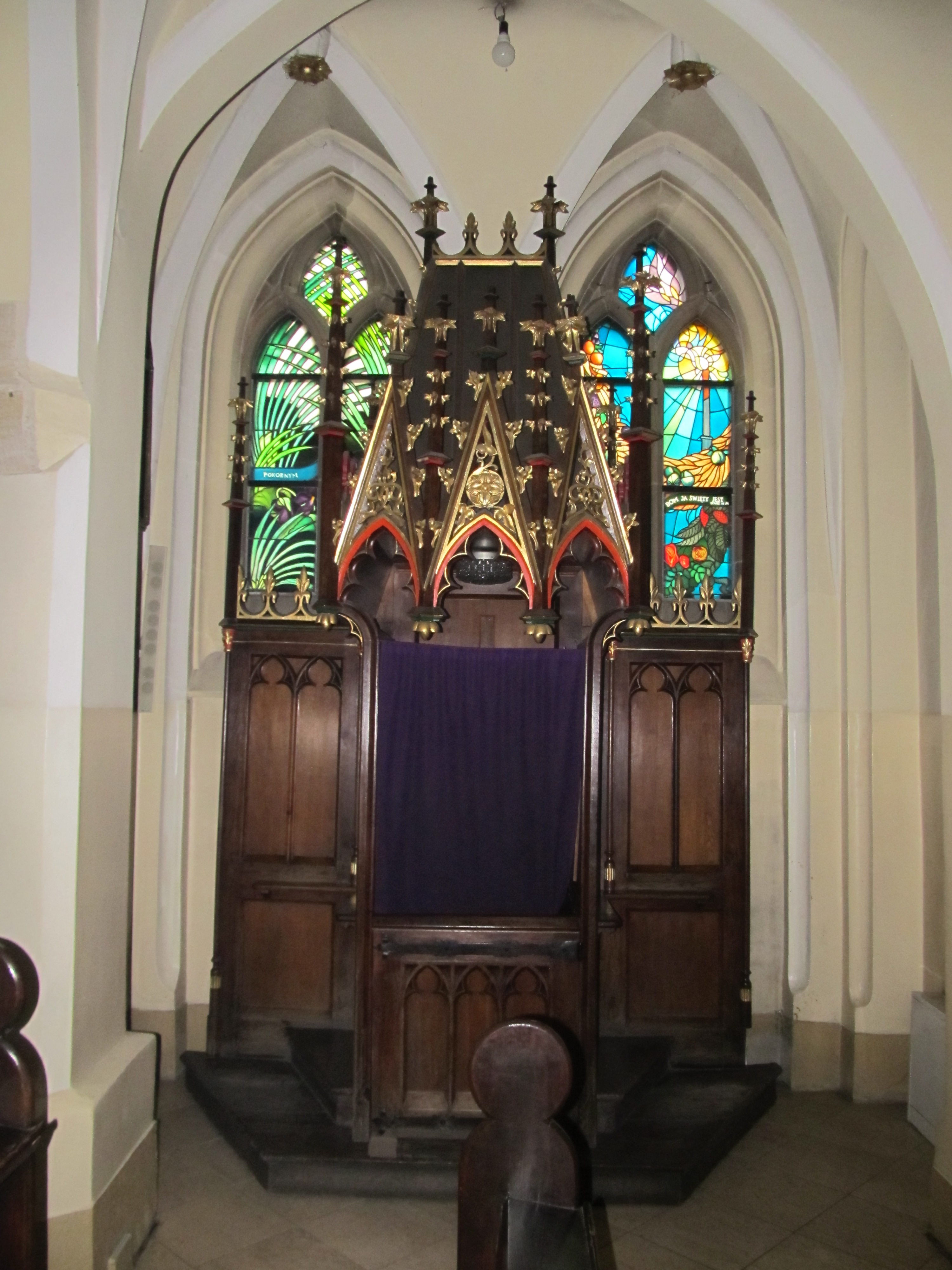
Сповідь (2014)
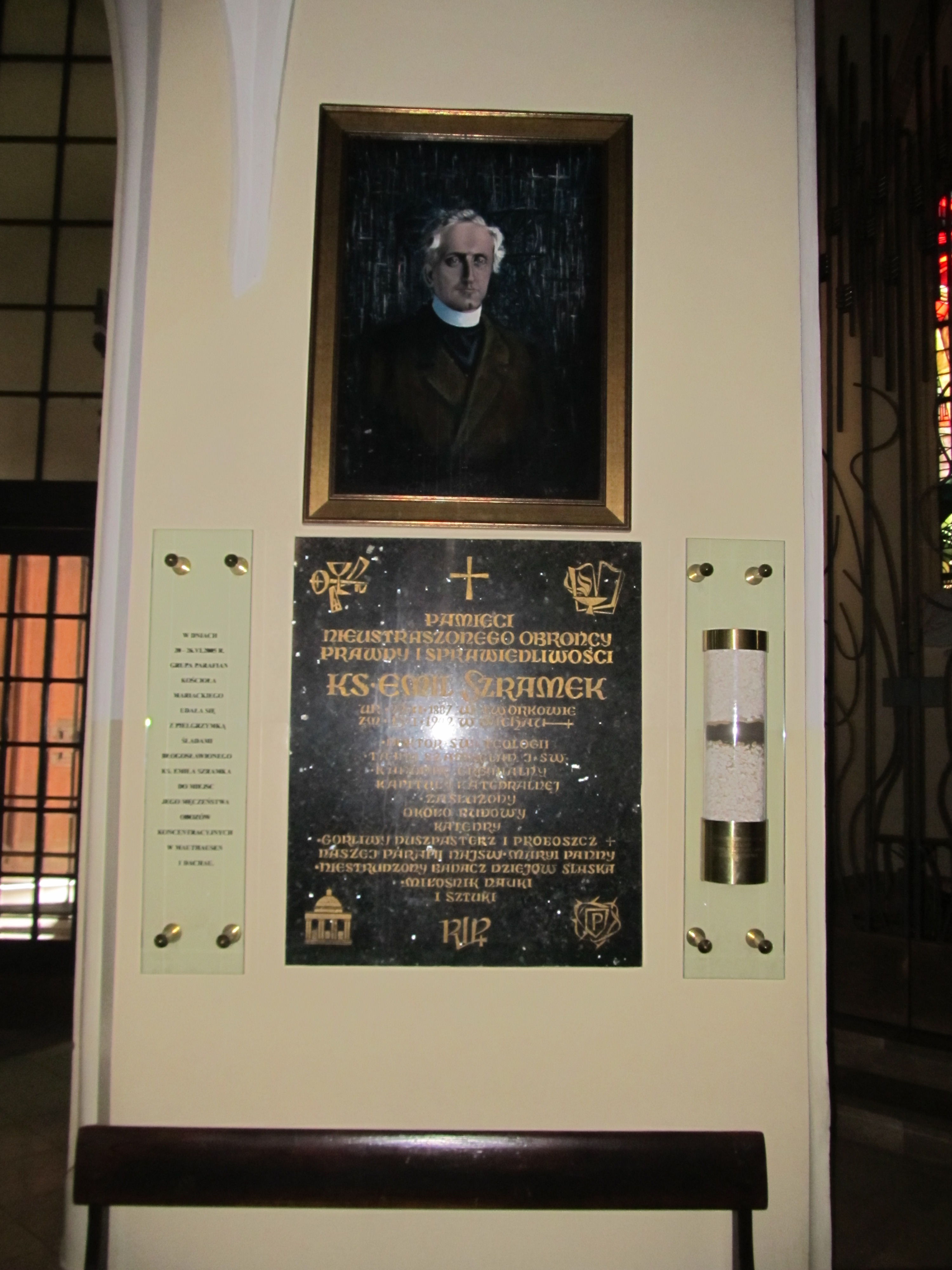
Дошка пам'яті блаж о. Еміля Шрамка (2014)